# آب‌انار (شیراز)
آبنار ، روستایی از توابع بخش دشمن زیاری  شهرستان نورآباد ممسنی  در استان فارس ایران است.

## جمعیت
این روستا در دهستان مشایخ قرار دارد و براساس سرشماری مرکز آمار ایران در سال۱۳۹۵، جمعیت آن زیر سه خانوار بوده‌است.